# Herb województwa bracławskiego

Herb województwa bracławskiego

Herb województwa bracławskiego został ustanowiony w konstytucji ustanawiającej Trybunał dla województw wołyńskiego i bracławskiego, określając go jako "półmiesiąca a krzyż".